# Kindersley—Lloydminster
Pour les articles homonymes, voir Kindersley (homonymie).
Kindersley—Lloydminster fut une circonscription électorale fédérale de la Saskatchewan, représentée de 1979 à 1997.
La circonscription de Kindersley—Lloydminster a été créée en 1976 avec des parties de Battleford—Kindersley, Moose Jaw, Saskatoon—Biggar et Swift Current—Maple Creek. Abolie en 1996, elle fut redistribuée parmi Battlefords—Lloydminster, Cypress Hills—Grasslands, Saskatoon—Rosetown et Wanuskewin.

## Députés
1. 1979-1993 — Bill McKnight, PC
2. 1993-1997 — Elwin Hermanson, PR

- PC = Parti progressiste-conservateur
- PR = Parti réformiste du Canada